# Otto Jespersen
Jens Otto Harry Jespersen o Otto Jespersen (danès: [ˈʌd̥o ˈjɛsb̥ɐsn̩]; 16 de juliol de 1860 – 30 d'abril de 1943) va ser un lingüista danès que es va especialitzar en la gramàtica de l'anglès.

## Vida
Otto Jespersen va néixer a Randers, Jutlàndia. De nen, el va inspirar el treball del filòleg danès Rasmus Rask, i amb l'ajut de les gramàtiques de Rask va aprendre de manera autodidacta una mica d'islandès, italià i castellà. Va entrar a la Universitat de Copenhaguen el 1877 als 17 anys, inicialment va estudiar dret però sense oblidar els seus estudis d'idiomes. L'any 1881 va centrar-se completament en els idiomes, i el 1887 va obtenir el seu màster en francès, amb l'anglès i el llatí com idiomes secundaris. Mentre estudiava, es va mantenir gràcies al seu treball a temps parcial com mestre i com reporter taquígraf al parlament danès. El 1887–1888 va viatjar a Anglaterra, Alemanya i França, on es va trobar amb lingüistes com Henry Sweet i Paul Passy i va assistir a classes en institucions com la Universitat d'Oxford. Seguint el consell del seu mentor Vilhelm Thomsen, va tornar a Copenhague l'agost de 1888 i va començar a treballar en la seva tesi doctoral sobre el sistema de cas gramatical de l'anglès. Va defensar amb èxit la seva tesi l'any 1891.

## Vida acadèmica i laboral
Jespersen va ser professor d'anglès a la Universitat de Copenhague de 1893 a 1925, i en va ser rector entre 1920 i 1921. Els seus primers treballs es van centrar principalment en la reforma de l'ensenyament d'idiomes i en la fonètica, però és més conegut pel seu treball posterior sobre sintaxi i desenvolupament del llenguatge.
Va proposar les teories de Rang i Nexe en danès en dos articles: Sprogets logik (1913) i De to hovedarter af grammatiske forbindelser (1921). Jespersen, en aquesta teoria dels rangs, elimina les categories gramaticals de la sintaxi, i els classifica en primaris, secundaris i terciaris; per exemple, a "frase ben expressada," "frase" és un primari que és definit per un secundari, "expressada", que al seu torn és definit per un terciari "ben". El terme nexe s'aplica a frases, estructures similars a frases i frases en formació en les quals dos conceptes s'expressen en una unitat; per exemple, "plovia, ell va córrer cap a casa". Aquest terme és qualificat per un altre concepte anomenat juntura, que representa una idea, expressat a través de dos o més elements, mentre que un nexe combina dues idees. Els conceptes de juntura i nexe van resultar valuosos per cridar l'atenció del món de la lingüística sobre el concepte de context.
Va rebre un ampli reconeixement per alguns dels seus llibres. Language: Its Nature, Development and Origin (1922) és considerat la seva obra mestra per molts. Modern English Grammar on Historical Principles (1909–1949), es va concentrar en la morfologia i la sintaxi, i Growth and Structure of the English Language (1905) és una vista completa de l'anglès d'algú amb una altra llengua materna, i encara se'n fan reedicions més de 70 anys després de la seva mort i més de 100 anys després de la seva publicació. Més endavant, va publicar Analytic Syntax (1937), en el qual presenta el seu punt de vista sobre l'estructura sintàctica fent servir una notació taquigràfica idiosincràtica. A The Philosophy of Grammar (1924) va desafiar les opinions acceptades sobre conceptes comuns de la gramàtica i proposà correccions per a les definicions bàsiques de cas gramatical, pronom, complement, veu, etc., i va desenvolupar més extensament les seves nocions de rang i nexe. Al segle xxi, aquest llibre encara s'utilitza com a llibre de referència de la lingüística estructural moderna. Mankind, Nation and Individual: from a linguistic point of view (1925) és un dels treballs pioners en sociolingüística.
Jespersen va visitar dos cops els Estats Units: va donar una conferència al Congrés d'Arts i Ciències a Saint Louis l'any 1904, i entre 1909 i 1910 va visitar la Universitat de Califòrnia i la Universitat de Colúmbia. Mentre va ser als Estats Units, va aprofitar per estudiar el sistema educatiu del país. La seva autobiografia va ser traduïda a l'anglès l'any 1995.
Jespersen era un partidari de la fonosemàntica i va escriure: “Hi ha realment molta més lògica en l'extrem oposat que rebutja qualsevol tipus de simbolisme fonètic (a part de la petita classe d'ecoismes evidents i ‘onomatopeies’) i veu les nostres paraules només com una col·lecció d'associacions accidentals i irracionals de so i significat? ... No es pot negar que hi ha paraules que instintivament sentim que són adequades per expressar les idees que representen.”
Després de jubilar-se l'any 1925, Jespersen va romandre actiu dins la comunitat lingüística internacional. A més a més de continuar escrivint, va convocar i presidir la primera Reunió Internacional sobre Recerca Lingüística a Ginebra el 1930, i va exercir de president del Quart Congrés Internacional de Lingüística a Copenhague el 1936.
Jespersen va ser una figura important dins el moviment del llenguatge universal. Va ser un defensor primerenc del llenguatge Ido, descendent de l'Esperanto i l'any 1927 va publicar el seu propi projecte, Novial. També va treballar amb l'International Auxiliary Language Association.
Jespersen va rebre doctorats honoris causa de la Universitat de Colúmbia a Nova York (1910), la Universitat de St Andrews d'Escòcia (1925), i La Sorbona de París (1927). Va ser un dels primers sis erudits internacionals en ser elegits membres d'honor de la Societat Lingüística d'Amèrica.

## Miscel·lània
Apareix com a personatge a la novel·la del 2010 A Curable Romantic de Joseph Skibell.
A la novel·la de ciència-ficció de C. S. Lewis Out of the Silent Planet, se'n diu d'ell que és a la filologia el que Einstein i Schroedinger són per la física.

### Assajos i articles (seleccionats)
- What is the use of phonetics?, a: Educational Review (febrer de 1910)
- Nature and Art in Language, a: American Speech 5 (1929), pp. 89ff (Part 1, Part 2)
- Adversative Conjunctions, a: Linguistics (1933)